# Panne (graisse)
Pour les articles homonymes, voir panne.
La panne est la graisse entourant les reins aussi appelés rognons des porcs. La panne, lorsqu'elle est traitée à chaud, filtrée et égouttée donne le saindoux. 